# 105 Mile Lake
105 Mile Lake är en sjö i provinsen British Columbia i Kanada. Sjöns namn, liksom flera andra ortnamn i närheten, kommer från avståndet till Lillooet längs Cariboo Road som byggdes på 1860-talet.